# 王村镇 (荥阳市)
王村镇，是中华人民共和国河南省郑州市荥阳市下辖的一个乡镇级行政单位。

## 行政区划
王村镇下辖以下地区：
王村、后白杨村、前白杨村、后新庄村、司村、薛村、韩村、留村、新店村、许庄村、小村、西大村、前新庄村、后殿村、蒋头村、梁庄村、洼子村、柏朵村、段坊村、丁村、木楼村、房罗村、仁里村和竹园村。